# 의정부부용초등학교
의정부부용초등학교는 대한민국 경기도 의정부시에 있는 초등학교이다.

## 학교 연혁
- 2002. 01. 14 공립 송산초등학교 설립인가
- 2002. 03. 01 초대 이명주 교장 취임
- 2002. 03. 01 의정부부용초등학교로 개교
- 2002. 04. 01 개교기념일(입교식)
- 2002. 10. 18 개교 기념 부용축제
- 2003. 03. 02 제1회 졸업
- 2004. 07. 06 부용영어체험학습장 개관
- 2005. 07. 06 영어체험학습장 및 보건실 확충
- 2007. 08. 31 제1과학실 현대화사업
- 2007. 09. 11 웅비관 음향시설 및 조명기구 설치
- 2008. 03. 01 6개교실 증축
- 2009. 02. 28 친환경 내부도색(복도, 현관)
- 2009. 05. 01 교훈석(기증자:정용옥), 비전석(기증자:정다교) 제막식
- 2012. 03. 01 자율학교 지정
- 2012. 07. 20 ~ 08. 31 옥상방수공사
- 2012. 08. 22 급식실 오븐기 설치 공사
- 2013. 03. 01 44학급(특수학급 2학급 포함), 유치원 2학급 편성
- 2013. 10. 14 배움터지킴이실 설치
- 2014. 02. 15 제12회 졸업식(209명 졸업)
- 2014. 03. 01 44학급(특수 2학급 포함), 유치원 2학급 편성

## 참고 자료
- 의정부부용초등학교 - 한국교육학술정보원 학교알리미